# Hanseatische Werft
Die Hanseatische Werft GmbH ist eine ehemalige Werft in Hamburg-Harburg.

## Geschichte

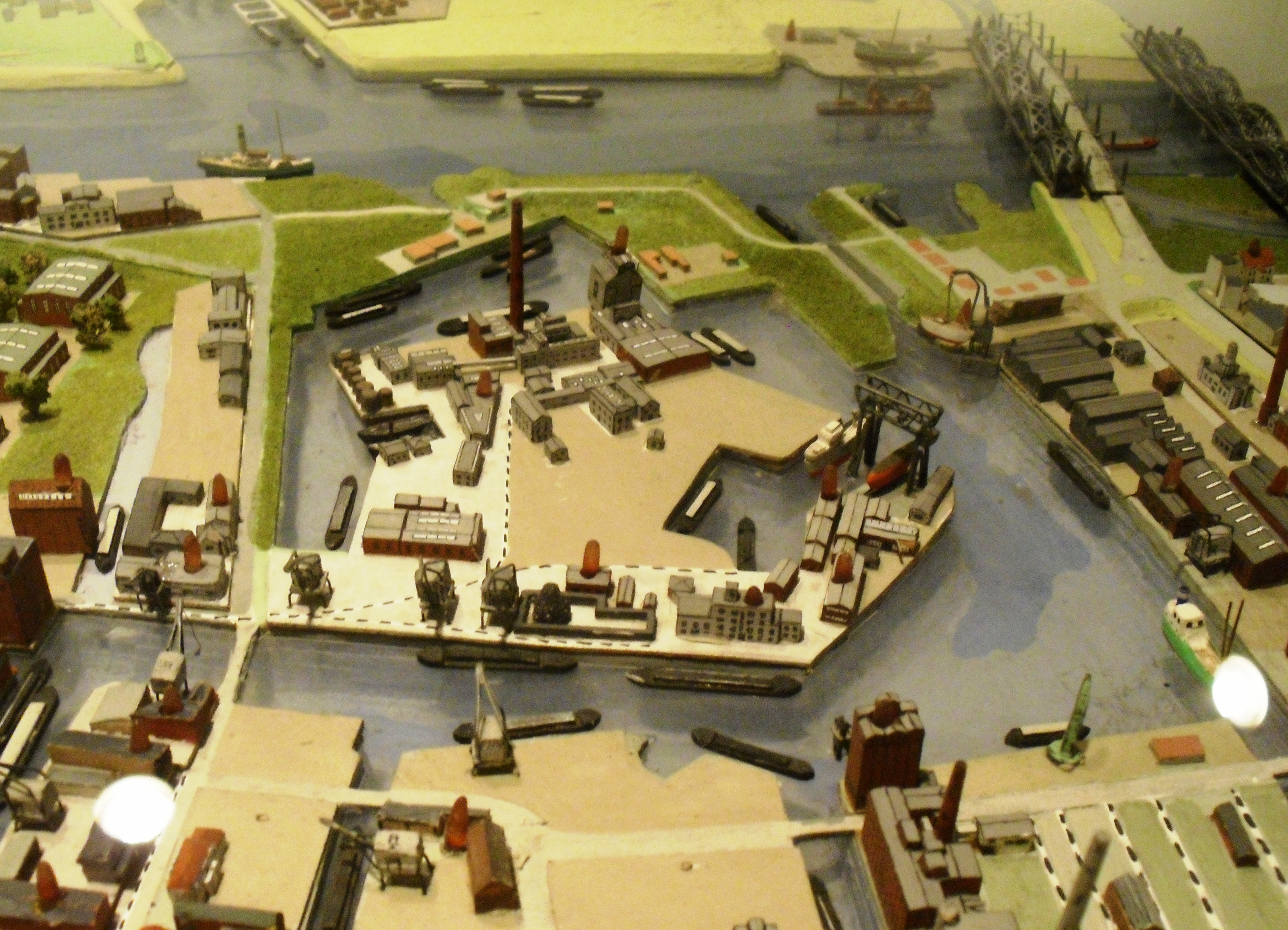
Harburger Dockhafen mit der Hanseatischen Werft

Die Werft geht auf die Renck-Werft (Zitadellenstraße) im Harburger Binnenhafen zurück. Diese geriet 1954 in finanzielle Schieflage, woraufhin der Hamburger Reeder Adolph Gleue, dessen anbezahlter aber unfertiger Neubau auf dem Helgen der Werft lag, die Interessengemeinschaft Gleue Reederei gründete und die Werft übernahm. Nach der Fertigstellung des begonnenen sowie eines weiteren Schiffs gab Gleue die Werft wieder ab und das Konkursverfahren wurde fortgesetzt.

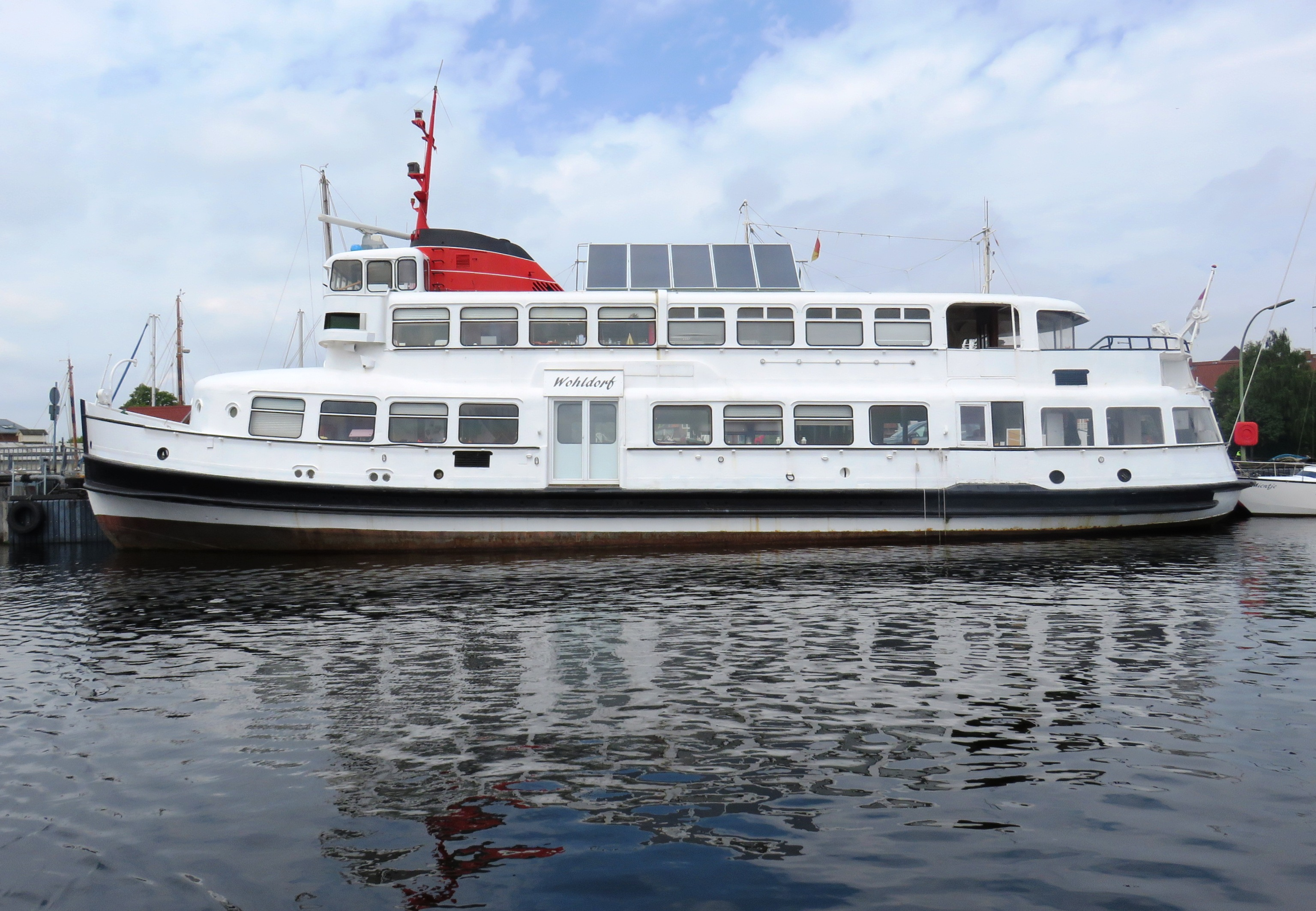
Die Wohldorf (Baunummer 10) als Büroschiff in Wilhelmshaven

Zwei Jahre später errichtete man auf Initiative des Hamburger Reeders J. A. Reinecke die Hanseatische Werft auf dem brachliegenden Gelände. Es wurden ca. 20 See- und Binnenschiffe gebaut, dazu zählten auch die Personenfähren Wohldorf und Pöseldorf für die HADAG vom Typ IIIc. Die Schiffe wurden dieselelektrisch angetrieben und hatten ein am Heck offenes Hauptdeck und auf dem Oberdeck ein abnehmbares Dach aus Aluminium.
Hier entstanden auch die ersten Auto- und Personenfähren von deutschen Werften wie die Holger Danske (3.700 BRT) für eine norwegische Reederei und die Nils Holgersson (3.500 BRT) für die TT-Line. Mit der Indienststellung der (ersten) Nils Holgersson 1962 wurde der regelmäßige und ganzjährige Fährdienst zwischen Travemünde und Trelleborg eröffnet. Das Schiff konnte 650 Passagiere mitführen (300 Bettplätze) und 90 Pkw bzw. 10 Lkw transportieren. Auch das Seebäderschiff Helgoland wurde ursprünglich bei der Hanseatischen Werft begonnen und als Doppelbodensektion zu Wasser gelassen, im Zuge des Konkurses aber bei den Howaldtswerken fertiggestellt.
Die Werft hatte um 1960 sechs Pielstick-Dieselmotoren für Neubauten bei den Ottenser Eisenwerken bestellt und angezahlt. Aufgrund des Zusammenbruchs von deren Muttergesellschaft Schlieker-Werft flossen diese Anzahlungen in die Schlieker-Konkursmasse ein. Infolgedessen geriet die Hanseatische Werft, bei der zuletzt 600 Werftarbeiter beschäftigt waren, in Liefer- und Zahlungsschwierigkeiten und ging im Juli 1962 schließlich in Konkurs.

## Bauliste (Auswahl)
| Jahr | Baunummer | Name             | Auftraggeber                                          | Abmessungen                | Anmerkungen |
| ---- | --------- | ---------------- | ----------------------------------------------------- | -------------------------- | --- |
| 1957 | 1         | Delfdijk         | Delfdijk Rederij, Delfzijl                            | 350 BRT, 45,08 × 3,55 m    | Frachtschiff, 1964 niederl. Caravelle, 1972 brit. Ivy-B, 1983 im Golf von Suez gestrandet und gesunken; |
| 1957 | 2         | Alge             | Geert Slagter, Amsterdam                              | 350 BRT, 45,08 × 3,05 m    | Frachtschiff, 1972 niederl. Sea Primo, 2007 guyan. Lady Mary, 2014 guyan. Tri Venie, 2020 in Equasis noch als in Fahrt verzeichnet; |
| 1957 | 3         | Roerdomp         | E. Wildeman, Pieter Willem & Harm Cornelis, Delfzijl  | 350 BRT, 45,42 × 3,05 m    | Frachtschiff, 1979 panam. Bittern, 1981 panam. Odca, 1984 hond. TQ Boys, 1993 hond. Sand Island, 1995 hond. Odca, 1997 hond. Q Boys, 2001 gesunken; |
| 1957 | 4         | Bambi            | Damskibsselskabet A/S Bananfart & A/S Gulftrade, Oslo | 2723 BRT, 89,37 × 13,59 m  | Frachtschiff, 1969 ital. Vioca, 1984 abgewrackt; |
| 1958 | 6         | Palmah           | ?, Israel                                             | 2958 BRT, 95,00 × 13,62 m  | Frachtschiff, 1960 Atid, 1979 israel. Palmah, 1986 Mastrogiorgis, 1986 hondur. Nikolaos, abgewrackt; |
| 1958 | ?         | Edertal          | Reederei J. A. Reinecke, Hamburg                      | 2880 BRT                   | Frachtschiff, 1961 Hugo Retzlaff, 1969 vergrößert auf 3048 BRT, 1972 zypr. Tara E., 1977 nach Kollision vor Tanger gesunken; |
| 1959 | 10        | Wohldorf         | HADAG Seetouristik und Fährdienst, Hamburg            | 274 BRT, 18,50 × 5,00 m    | Personenfähre vom Typ III, 1982 Lady Gabrischa, 1989 Wappen von Büsum, seit 2016 Museumsschiff im Hamburg; |
| 1959 | 11        | Okertal          | Reederei J. A. Reinecke, Hamburg                      | 2117 BRT, 108,03 × 14,40 m | Kühlschiff, 1968 dt. Calor, 1972 hond. Calor, 1972 griech. Lindaki, 1975 panam. El Podrero, 1987 in Thessaloniki aufgelegt, 1988 abgewrackt; |
| 1960 | 12        | Pöseldorf        | HADAG Seetouristik und Fährdienst, Hamburg            | 274 BRT, 18,50 × 5,00 m    | Personenfähre vom Typ III, 1996–2011 Trafaria Praia in Lissabon, 2013 Portugiesischer Pavillon auf der Kunstbiennale in Venedig 2013; Verbleib unklar; |
| 1960 | 14        | Bodetal          | Reederei J. A. Reinecke, Hamburg                      | 2117 BRT, 108,03 × 14,40 m | Kühlschiff, 1968 dt. Algor, 1971 hond. Algor, 1972 griech. Ellaki, 1976 panam. El Gaucho, 1982 griech. El Gaucho, 1985 in Piräus aufgelegt, 1988 abgewrackt; |
| 1961 | 15        | Holger Dankske   | K/S Jens C. Hagen & Co, Oslo                          | 3714 BRT, 109,08 × 15,60 m | Personenfähre zwischen Norwegen und Dänemark, 1989 Friendship, 1989 Wohnschiff für Flüchtlinge in Schweden, 1996 panam. Monte Carlo, 1998 panam. Dolce Vita, 2000 panam. Caribean Serenade, 2001 abgewrackt; |
| 1961 | ?         | Hoisbüttel       | ?                                                     | 929 Tonnen, 67,11 × 8,19 m | Tankmotorschiff (Binnenschiff), späterer Name Walter Sperling, 1993 abgewrackt. |
| 1962 | 18        | Nils Holgerssson | TT-Line, Lübeck-Travemünde                            | 3843 BRT, 110,01 × 15,27 m | Passagier- und Fahrzeugfähre für Einsatz zwischen Deutschland und Schweden, 1966 Gösta Berlin, 1967 frz. Charter Escapade, 1967 Gösta Berlin, 1968 frz. Charter Escapade, 1968 Gösta Berlin, 1968 verchartert nach Dom. Rep., 1969 verchartert nach Frankr., 1975 finn. Mary Poppins, 1976 griech. Samaina, 1990 abgewrackt; |
| 1962 | 20        | Hansa Express    | Finnlines, Helsinki                                   | 2268 BRT, 88,2 × 15,9 m    | Passagier- und Fahrzeugfähre für Einsatz zwischen Deutschland und Finnland, 1966 Finndana, 1967 poln. Gryf, 1981 griech. Eolos, 1995 Agios Vassilios, 2003 abgewrackt. |